# Rimba Sawang
Rimba Sawang is een bestuurslaag in het regentschap Aceh Tamiang van de provincie Atjeh, Indonesië. Rimba Sawang telt 1745 inwoners (volkstelling 2010).